# Waterwijk (Gent)
De Waterwijk is een wijk in de Belgische stad Gent. Ze is begrensd door de Ottogracht, Kromme Wal, de Leie en het Baudelopark. De wijk ontstond uit een schenking van de graaf van Vlaanderen aan de stad Gent in 1213. In de negentiende eeuw was hier veel textielindustrie, die intussen allemaal verdwenen is. Wel resteert nog het gebouw van het huidige Industriemuseum.
Deelgemeenten: Afsnee · Desteldonk · Drongen · Gent · Gentbrugge · Ledeberg · Mariakerke · Mendonk · Oostakker · Sint-Amandsberg · Sint-Denijs-Westrem · Sint-Kruis-Winkel · Wondelgem · Zwijnaarde

Overige dorpen, gehuchten en wijken:
Belgische gemeenten · Arrondissement Gent · Oost-Vlaanderen · Vlaanderen